# АЧО
АЧО (або АЧ0) (з рос. — автомотриса чехословацкая, опытное, тобто дослідне (або нульове) виконання; заводський тип 20M0) — чотиривісна автомотриса, що вироблялася на заводі Škoda (місто Пльзень, Чехословацька Соціалістична Республіка).
Після виготовлення Ризьким вагонобудівним заводом в 1969 році двох автомотрис АР1 для приміських і місцевих перевезень ніяких одиниць цього виду тягового рухомого складу на залізниці СРСР до 1977 року не надходило. У кінці 1977 року підприємством «Шкода» (Пльзень) було побудовано три автомотриси АЧ0. При проектуванні цієї автомотриси конструктори прагнули максимально використовувати вузли й устаткування, які застосовувалися на дизель-поїздах ДР1А (виробництво останньої з них офіційно завершено 3 січня 1978 року).
| Відомості про будівництво автомотрис АЧО | Відомості про будівництво автомотрис АЧО | Відомості про будівництво автомотрис АЧО |
| Порядковий номер                         | Заводський номер                         | Дата закінчення виробництва              |
| ---------------------------------------- | ---------------------------------------- | ---------------------------------------- |
| 001                                      | 6454                                     | 21.12.1977                               |
| 002                                      | 6455                                     | 23.12.1977                               |
| 003                                      | 6453                                     | 03.01.1978                               |

У квітні 1978 року АЧО-001 проходила випробування в Чехословаччині, в жовтні-на експериментальному кільці в Щербинці.

## Опис
Кузов автомотриси має раму, на якій встановлено дизель. По кінцях кузова розташовані кабіни машиніста. Двовісні візки виконані за типом візків дизель-поїздів ДР1А. Моторним є задній візок якщо вважати, що передня частина автомотриси знаходиться з боку машинного приміщення. Таке розташування дозволяє більш рівномірно розподілити вагу між колісними парами. На візках автомотриси на відміну від візків дизель-поїзда ДР1А замість дискових гальм застосовані колодкові (натискання гальмівних колодок двостороннє). Управління гальмами електропневматичне. Передбачено також реостатне гальмування, для чого на вагоні встановлені резистори загальною потужністю 600 кВт.
На автомотрисі АЧ0 встановлений дизель-генератор, що складається з дизеля 211Д-2 і тягового агрегату. Дизель 211Д-2 (6ЧН21/21) виготовлений комбінатом SKL (НДР) з технічної документації Балаковського машинобудівного заводу (такі дизелі застосовувалися на тепловозах ТГМ4 і ТГМ4а). Дизель розвиває номінальну потужність 552 кВт (750 к. с.) при частоті обертання колінчастого вала 1500 об/хв. Передбачалося, що надалі замість них будуть встановлюватися дизелі потужністю 1000 к.с. (Як на дизель-поїздах ДР1А).
Передача від дизеля до рушійних колісних пар, електрична: дизель приводить в обертання якір генератора, а генератор живить постійним струмом тяговий електродвигун, який встановлений під кузовом вагона поблизу заднього візка так, що його вал розташовується уздовж поздовжньої осі вагона. Електродвигун пов'язаний з рушійними колісними парами карданним валом і зубчастими осьовими редукторами, що мають конічні і циліндричні колеса.
Електрична схема автомотриси дозволяє застосовувати автоматичне або ручне управління, а також управління зчепленими автомотрисами за системою багатьох одиниць. Крім того, була передбачена можливість спільної роботи зі звичайним причіпним пасажирським вагоном з електричним опаленням.
На автомотрисі встановлений компресор, який приводиться через редуктор від валу дизеля, і акумуляторна батарея по типу батарей маневрового тепловоза ЧМЕ3. Опалення автомотриси електричне. Для цього є генератор однофазного струму напругою 3000 В.
У двох пасажирських відділеннях 64 місця для сидіння. У великому (передньому) салоні було 39 місця, в малому (задньому) — відповідно 25. Вихід пасажирів передбачений як на низькі, так і на високі платформи.

### Технічна характеристика
Основні параметри автомотриси:
- осьова формула — 2-20 (UIC 2'B');
- габарит (за ГОСТ 9238—73) — 0-Т;
- ширина колії — 1520 мм;
- довжина по осях автозчепів — 27 220 мм;
- ширина (по гофрам кузова) — 3100 мм;
- висота — 4670 мм;
- висота підлоги — 1100 мм;
- жорстка база — 18 400 мм;
- колісна база візків — 2700 мм;
- маса тари — 62 т;
- номінальна потужність по дизелю — 552 кВт (750 л.с.)[1][10];
- тривала потужність ТЕД — 600 кВт;
- потужність гальмівних резисторів — 600 кВт;
- передавальне число осьових редукторів — 3,047;
- конструкційна швидкість — 120 км/ч;
- максимальне прискорення при розгоні з місця — 0,8 м/с2;
- число дверей — 2×1;
- число місць для сидіння — 64.

## Експлуатація
У березні 1979 року всі три автомотриси надійшли в депо Бологоє Жовтневої залізниці. У липні 1981 року автомотриси з номерами 001 і 003 були передані на Україну (АЧО-001 на Південну залізницю в депо «Октябрь» (в Харкові), АЧО-003 на Львівську залізницю в депо Львів-Захід), де стали використовуватися в якості службових автомотрис начальників залізниц. У вересні 1990 року АЧО-001 передана в депо Полтава. На початку 2009 року АЧО-003 передано до депо Тернопіль у неробочому стані. Станом на 2022 рік АЧО-001 знаходиться в службовій експлуатації АТ «Укрзалізниця» (УЗ); АЧО-003 виведена з експлуатації.

## Транспортні пригоди
У 1989 році на автомотриси АЧО-002 приписки Жовтневої залізниці сталася пожежа, в результаті якої автомотриса сильно постраждала і була списана.